# Saccopteryx gymnura
Saccopteryx gymnura é uma espécie de morcego da família Emballonuridae. Pode ser encontrada e territórios do norte da América do Sul.

## Área geográfica e habitat
Este morcego habita florestas tropicais úmidas. Pode ser encontrada em vários países, incluindo  Guiana, Suriname, Guiana Francesa e Brasil.